# Vincent Verelst

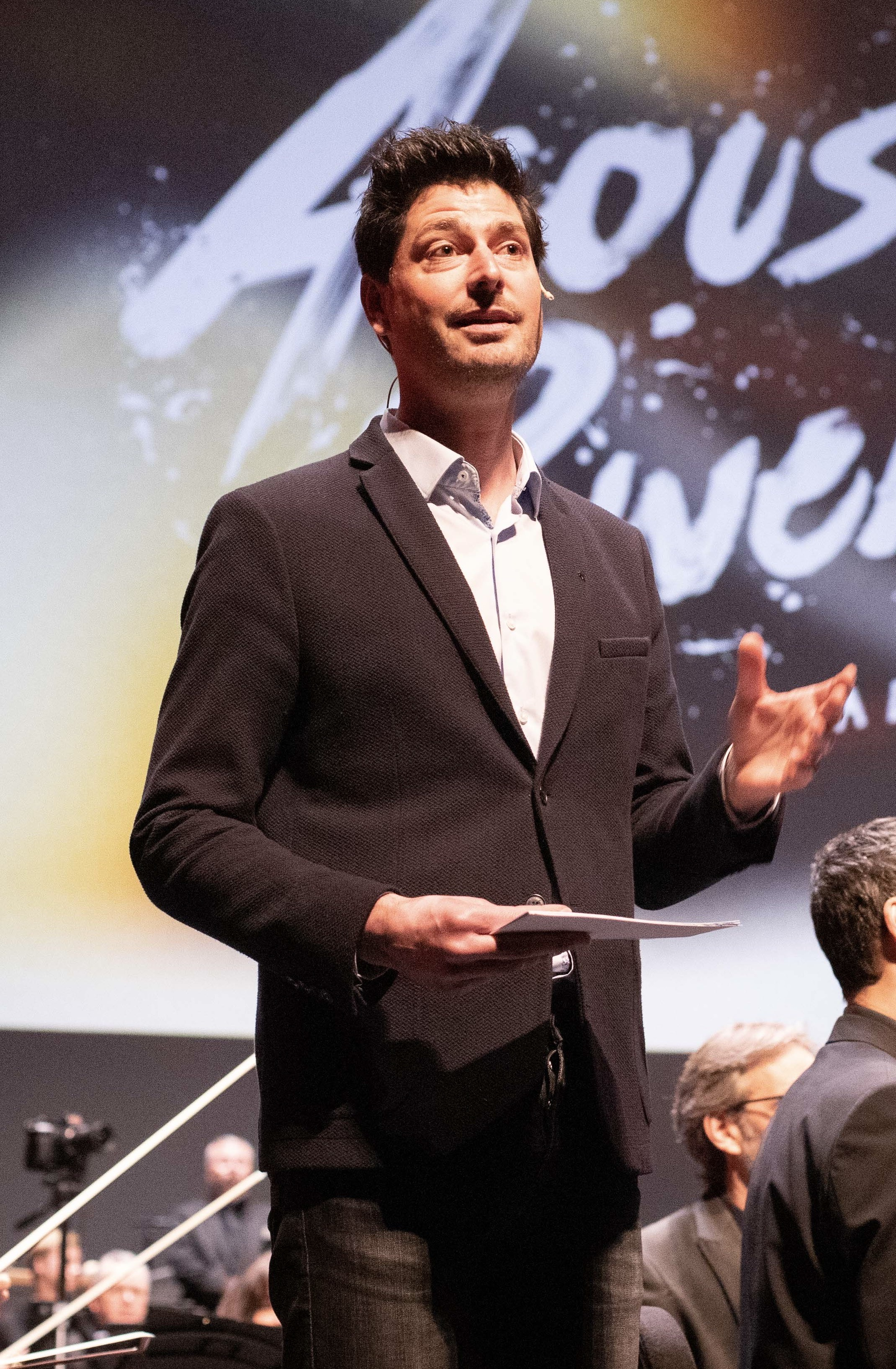
Presentator Vincent Verelst 2023

Vincent Verelst (23 januari 1981) is een Vlaams radio- en televisiepresentator.

## Biografie
Verelst studeerde piano aan het Koninklijk Conservatorium van Brussel en Audiovisuele Kunsten Radio aan het Ritcs.
In 2004 wordt hij aangenomen als presentator bij de Vlaamse klassieke muziek radiozender Klara, waar hij meewerkt aan evenementen als Klara in het paleis, het Klarafestival en Klara in de stad en als vervanger voor collega's als Lut Van der Eycken, Fred Brouwers en Sylvia Broeckaert. Zelf is hij presentator geweest van het ochtendprogramma Klarawakker. 
Van 2005 tot 2007 presenteerde Verelst samen met collega Thomas Vanderveken jaarlijks de radioshow Top 75 van Klara. In 2007 reist hij voor Klara naar de Palestijnse Gebieden om er een reportage te maken over Music Fund, een organisatie die muziekinstrumenten inzamelt ten voordele van kansarme gebieden.
Vanaf 2019 presenteerde hij Villa d'Este op Klara.
In 2006 werd Verelst een van de reporters van het toeristisch magazine Vlaanderen Vakantieland op de VRT-zender Eén. Hij reisde zowel in binnen- als buitenland. In 2007 reisde hij samen met Thomas Vanderveken naar Nieuw-Zeeland, later opnieuw samen naar Sri Lanka. Vincent was in 2009 onder meer te zien in Thailand, Frans-Polynesië en Oeganda, in 2011 onder meer in South Dakota en Wyoming.
Daarnaast was Vincent voice-over voor programma's op Eén als Duizend zonnen of Rond de wereld in 80 tuinen en op Canvas voor Easy Cruise, Eten onder de zon en Tropic of Cancer.
Sinds januari 2013 maakt Vincent ook geregeld bijdrages rond klassieke muziek voor Het Journaal op VRT 1. In 2015 en 2016 co-presenteerde hij de Koningin Elisabethwedstrijd-tv-verslaggeving (achtereenvolgens de editie voor viool en piano) op Canvas. Hij werd in 2017 de begeleidende stem bij het Nieuwjaarsconcert van de Wiener Philharmoniker op Eén.
Sinds 2015 werkt Verelst voltijds voor VRT NWS. O.a. voor Het Journaal en Terzake levert hij bijdragen. Voor het reportagemagazine Pano maakt hij reportages met een focus op thema's rond omgeving.
In 2019 maakte Verelst een 9-delige docureeks voor Klara en VRT MAX, De Modernisten, over enkele belangrijke Belgische modernistische architecten.  